# Rio Xingu
O rio Xingu (Mẽbêngôkre Byti [bɯˈti]:73) é um curso de água que começa em Mato Grosso e se transforma em afluente pela margem direita do rio Amazonas, no estado do Pará, no Brasil. Possui aproximadamente 1 979 quilômetros de extensão.

## Geografia

### Alto Xingu
O rio Xingu nasce em Mato Grosso, ao norte da região do planalto Central, na união entre as serras do Roncador e Formosa, aos 600 metros de altitude. O rio se alimenta com a confluência de três rios principais: pelo oeste, o rio Ferro (400 quilômetros), que recolhe as águas do lado oriental da serra Formosa, com seus afluentes Steinen, Ronuró e Jabota; pelo sul, o rio Batovi (330 quilômetros); e pelo leste, o rio Culuene, o mais importante e caudaloso, um grande rio de 600 quilômetros de extensão que recolhe as águas do lado noroeste da serra do Roncador e possui muitos afluentes, como os rios Auiita, Culiseu, Tanguro, Sete de Setembro e Couto Magalhães. O rio Xingu tem suas fontes em uma região onde outros importantes rios brasileiros também nascem, como o rio São Miguel e o rio Guaporé, afluentes do rio Amazonas, ou o rio Cuiabá, que desagua na bacia do rio da Prata, a mais de 4 000 quilômetros de distância.
A região de sua nascente está no Parque Indígena do Xingu. O rio Xingu corre em seu curso alto na direção sul, dentro do parque, por uns 150 quilômetros, um trecho em que recebe vários afluentes, como os rios Manissauá-Miçu, Arraias e Suiá-Miçu (450 quilômetros). Ao sair do parque, entra na Área Indígena Jarina, onde recebe os rios Huaiá-Miçu, Aiuiá-Miçu e Jarina. Neste trecho, o rio é atravessado a uns 40 quilômetros a oeste de São José do Xingu (5 267 habitantes em 2010) pela rodovia BR-80, em uma prolongamento que a liga com Brasília.

### Médio Xingu
O rio cruza a fronteira com o estado do Pará, onde corre quase unicamente pelo município de Altamira (que, com 159 696 quilômetros quadrados, é o maior município do Brasil e o terceiro maior do mundo). Recebe, pela direita, o rio Liberdade (450 quilômetros), o Paz e o rio Porto Alegre. Neste trecho médio, o rio é o limite ocidental por mais de 100 quilômetros do território indígena caiapó, que o cruza em um de seus extremos. O curso do rio dentro do território caiapó é muito acidentado, com as cachoeiras Ananá e a corredeira Porto Seguro. Ao sair da área indígena, segue o curso caudaloso, com as cachoeiras de Mucura e Gorgulho do Santo Antônio, antes de chegar à primeira localidade de importância nas margens do rio, São Félix do Xingu, onde recebe, pela direita, outro de seus principais afluentes, o rio Fresco (560 quilômetros).
Continua descendo por uma região pouco habitada, tornando-se cada vez mais largo, em um curso com muitas ilhas, bancos de areia e cachoeiras. Neste trecho, recebe vários afluentes, como os rios Triunfo, Pombal, São José e Pardo, que marca o início de um novo território indígena, o dos arauetés/Igarapé-Ipuxina. Limite da área indígena, o rio corre em um trecho curto entre duas novas áreas indígenas menores, a de Koatinemo, a leste, e a de Cararaô, a oeste. O rio recebe, pela esquerda, o principal de seus afluentes, o rio Iriri, de mais de 1 100 quilômetros de extensão.

### Baixo Xingu
O rio Xingu inicia-se em um curso largo e com muitas localidades em suas margens, algumas com certa importância regional, como: Novo Acordo, Altamira, Paquicama, Belo Monte do Pontal, Vitória do Xingu, Aricaria e Senador José Porfírio. Neste trecho, recebe, pela direita, as águas do rio Bacajá. A Rodovia Transamazônica atravessa o rio Xingu em um serviço de balsas em Belo Monte, conectando-se a Altamira.
Após o trecho denominado Volta Grande, que termina no vilarejo de Belo Monte, o rio Xingu abre-se em um lago imenso, formando uma ria fluvial. Em seu trecho inicial da ria, encontram-se as cidades de: Vitória do Xingu e Senador José Porfírio. Existe um arquipélago fluvial com mais de 50 ilhas florestadas, denominado Tabuleiro do Embaubal, habitado por populações ribeirinhas, importante local de desova da tartaruga-da-amazônia (Podocnemis Expansa), onde, no período de setembro a dezembro, cerca de cem mil tartarugas escolhem o local para a desova.
Na foz, mistura-se com o rio Amazonas, através de um arquipélago coberto de florestas, entre as quais se destaca a ilha de Urucuri, com quase 40 quilômetros de longitude. Quase na desembocadura, recebe, pela margem esquerda, seu último afluente, o rio Jarauçu. Em todo o trecho final do estuário, percebe-se o efeito de maré.

### Bacia
A bacia hidrográfica do rio Xingu compreende uma superfície de 531 250 quilômetros quadrados.

## História

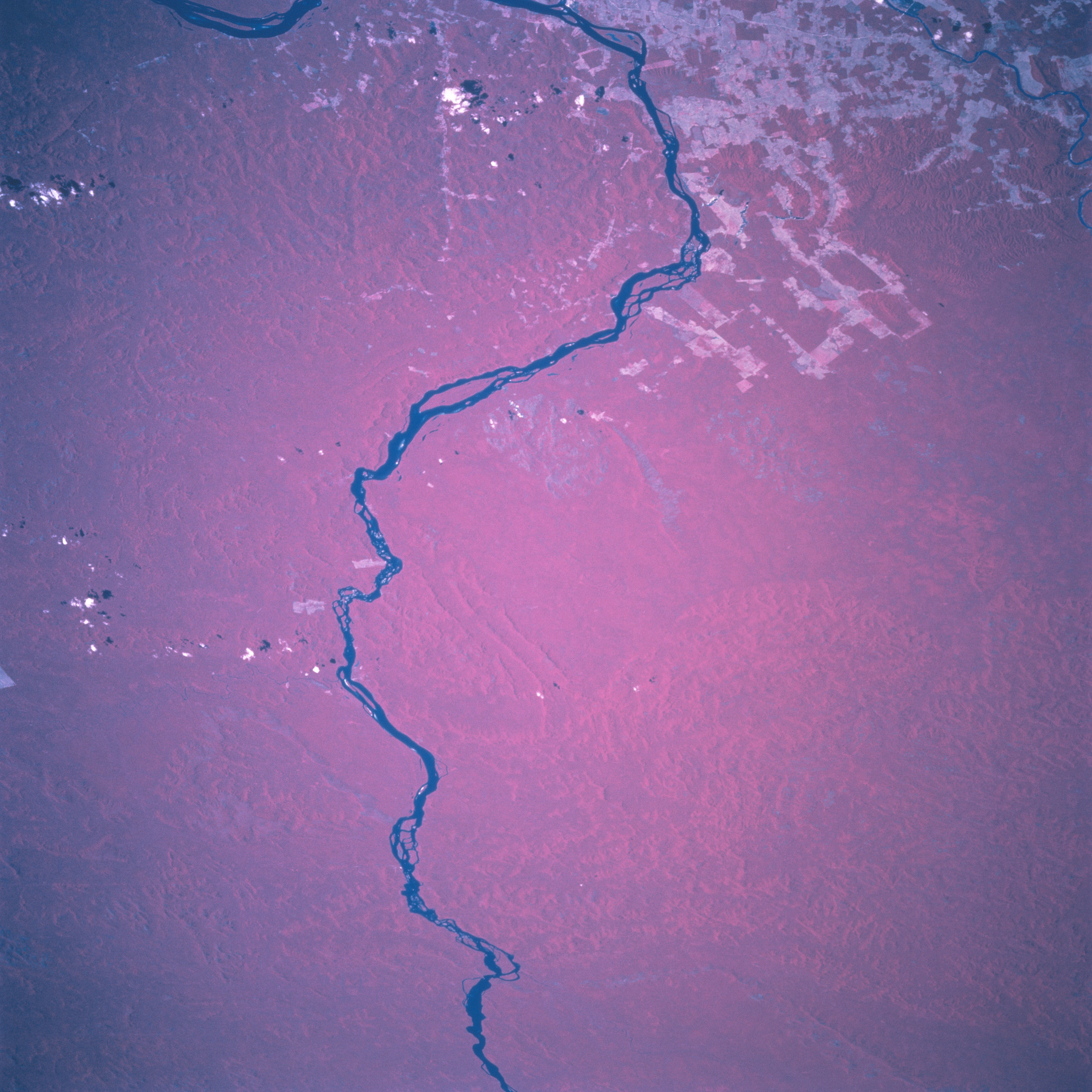
Rio Xingu visto do espaço

### Era pré-colombiana
Na era pré-colombiana, no Alto Xingu, havia um território antropogênico indígena auto-organizado, incluindo depósitos férteis de terra preta, com uma rede de núcleos políticos e estradas que cobria uma região de 250 quilômetros.

### Parque Indígena do Xingu
Na região de sua cabeceira, abriga o Parque Indígena do Xingu, o primeiro parque indígena do Brasil, criado por Darcy Ribeiro em 1961, após a expedição dos Irmãos Villas-Bôas no começo dos anos 1940 durante o Estado Novo de Getúlio Vargas. Foi o maior parque indígena do mundo na data de sua criação, tendo uma extensão territorial comparável à da Bélgica. É a principal fonte de água e alimentos para uma população de cerca de 5 500 indígenas de quatorze etnias diferentes pertencentes às quatro grandes famílias linguísticas indígenas do Brasil: caribe, aruaque, tupi e macro-jê. Encontra-se constantemente ameaçado pela expansão da fronteira agrícola, com o consequente desmatamento na região de seus principais rios formadores, que se encontram todos fora da área do parque.

### Usina de Belo Monte
O governo federal do Brasil construiu a Usina Hidrelétrica de Belo Monte, a segunda maior do país e quarta maior do mundo. Foi construída uma barragem principal no rio Xingu, que desviou a água necessária na geração de energia para dois reservatórios. Desde a sua construção, a usina foi alvo de disputas judiciais por grupos indígenas e ambientalistas, que afirmam que a usina trouxe impactos sociais e ambientais negativos, ao mesmo tempo em que pode reduzir o fluxo do rio em até 80% no trecho de 100 quilômetros conhecido como Volta Grande, em razão do desvio das águas.

## Na cultura popular
- É o nome de um conto de Edith Wharton de 1911.
- "Xingu" é o nome de uma canção no álbum Waterfall Cities de Ozric Tentacles, lançado em 1999.
- O rio é homenageado em uma música no álbum do Aguas da Amazonia do compositor Philip Glass com a banda brasileira de percussão alternativa de Belo Horizonte (Minas Gerais), Uakti.
- Uma cerveja é produzida perto do rio e comercializada internacionalmente com o nome "Xingu".
- É o nome do filme Xingu, longa-metragem de Cao Hamburger, lançado em 2012. O filme conta a trajetória dos irmãos Villas-Bôas a partir do momento em que se alistam para a Expedição Roncador-Xingu, parte da Marcha para o Oeste de Getúlio Vargas, em 1943.